# Agrostis aequata
Agrostis aequata é uma espécie de gramínea do gênero Agrostis, pertencente à família Poaceae.